# (29204) Ladegast
(29204) Ladegast ist ein Asteroid des Hauptgürtels, der am 11. April 1991 vom deutschen Astronomen Freimut Börngen an der Thüringer Landessternwarte Tautenburg (IAU-Code 033) in der Nähe des Dorfes Tautenburg entdeckt wurde.
Benannt wurde der Asteroid am 26. Mai 2002 nach dem deutschen Orgelbauer Friedrich Ladegast (1818–1905), dessen 1855 geschaffene Orgel für den Merseburger Dom die größte in Deutschland war und Franz Liszt zu einigen seiner großen Orgelwerke inspirierte.